# Totdat ik jou zag
Totdat ik jou zag is een single van André van Duin. Muziekproducent was Bert Schouten, die jarenlang Van Duin bijstond. De opnamen vonden plaats in diverse geluidsstudio’s.
Totdat ik jou zag is een cover van (Till) I kissed you van Phil Everly en bekend van de Everly Brothers. Van Duin en Han Koreneef schreven er een nieuwe tekst bij. Jan Rietman schreef het arrangement; de opnamen vonden plaats in diens studio. Voor de promotie werd het in het programma Hitbingo gezongen in een huiskamersetting, samen met Corrie van Gorp in de verschijning van meneer en mevrouw de Bok,, waarbij de hond onbedoeld de benen nam. Saillant detail hierbij is dat dit op dat moment lange tijd de laatste verschijning van meneer en mevrouw de Bok zou blijven; pas in 2009 zou het stel weer terugkeren in de televisie-versie van De Dik Voormekaar Show.
Eenzaam en verlaten is een cover van een Nederlands lied. Van Duin nam dit lied van Eddy Christiani op in een arrangement van Paul Natte. Opnamen vonden plaats in de Basement Studio te Bunschoten en de Wisseloorstudio's. Een aantal jaren later voorzag Van Duin het van een nieuwe tekst: Ik weet het niet.

## Hitnotering
De Belgische BRT Top 30 en de Vlaamse Ultratop 50 werden niet bereikt.

### Nederlandse Top 40
| Positie: | 28 | 23 | 27 | 35 | uit |

### NederlandseNationale Hitparade
| Positie: | 94 | 75 | 53 | 38 | 28 | 23 | 21 | 26 | 39 | 55 | 94 | uit |